# Фонтне Торси
Фонтне Торси (фр. Fontenay-Torcy) насеље је и општина у североисточној Француској у региону Пикардија, у департману Оаза која припада префектури Бове.
По подацима из 2011. године у општини је живело 128 становника, а густина насељености је износила 21,48 становника/km². Општина се простире на површини од 5,96 km². Налази се на средњој надморској висини од 220 метара (максималној 211 m, а минималној 132 m).

## Демографија
| 1962. | 1968. | 1975. | 1982. | 1990. | 1999. | 2011. |
| ----- | ----- | ----- | ----- | ----- | ----- | ----- |
| 107   | 124   | 108   | 106   | 110   | 104   | 128   |

График промене броја становника у току последњих година